# A Mixed Affair
Pour plus de détails, voir Fiche technique et Distribution.
A Mixed Affair est un film muet réalisé par Dell Henderson et écrit par Ruth M. Elmer. Il est sorti le 26 septembre 1912.

## Fiche technique
- Titre : A Mixed Affair
- Réalisation : Dell Henderson
- Scénario : Ruth M. Elmer
- Studio de production : Biograph Company
- Distribution : The General Film Company
- Pays : États-Unis
- Format : Noir et blanc - 1,37:1 - Format 35 mm
- Langue : film muet intertitres anglais
- Genre : Comédie
- Durée : ½ bobine
- Date de sortie : 
  - États-Unis : 26 septembre 1912

## Distribution
Source principale de la distribution :
- Dell Henderson :  M. Jenkins
- Grâce Henderson :  Mme Jenkins
- Florence Lee :  la nourrice
- Charles Murray :  le policier
- Madge Kirby :  la sténographe
- William J. Butler :  le propriétaire du magasin de bijoux
- William Beaudine :  un client en magasin de bijoux